# Нови Зеланд на Светском првенству у атлетици у дворани 2003.
Нови Зеланд је осми пут учествовао на Светском првенству у дворани 2003. одржаном у Бирмингему од 14. до 16. марта. Репрезентацију Новог Зеланда представљала је један такмичар, који се такмичио у трчању на 3.000 м.
На овом првенству Нови Зеланд није освојио ниједну медаљу нити је оборен неки рекорд.

## Резултати

### Мушкарци
| Атлетичар | Дисциплина | Лични рекорд | Квалификације | Квалификације | Финале               | Финале       | Детаљи |
| Атлетичар | Дисциплина | Лични рекорд | Резултат      | Место         | Резултат             | Место        | Детаљи |
| --------- | ---------- | ------------ | ------------- | ------------- | -------------------- | ------------ | ------ |
| Мајкл Аиш | 3.000 м    | 7:50,65      | 8:03,7        | 9. у гр 1     | Није се квалификовао | 16 / 23 (24) |        |